# McMillan Memorial Library (Nairobi)
McMillan Memorial Library – największa biblioteka publiczna w Kenii, najstarsza biblioteka w Nairobi, założona w 1931 roku. 

## Historia
Biblioteka powstała jako książnica prywatna. Zbudowała ją amerykańska Fundacja Carnegiego. Biblioteka została oficjalnie otwarta 5 lipca 1931 roku przez gubernatora Josepha Bryne′a jako pierwsza biblioteka w Nairobi i druga na terenie dzisiejszej Kenii. Nazwano ją na cześć biznesmena i osadnika Williama Northrupa McMillana; Lucie, wdowa po nim wyłożyła środki na budowę biblioteki na jego cześć. Książnica znajdowała się w najbardziej reprezentacyjnej części stolicy, obok ważnych gmachów rządowych; była przeznaczona wyłącznie dla białych do 1962 roku. Została upaństwowiona przez Nairobi City Council w 1962 roku. Instytucja nie była odpowiednio finansowana po uzyskaniu niepodległości przez Kenię, jednak w 2018 roku kenijska kulturalna organizacja non-profit Book Bunk podpisała zobowiązanie z władzami Nairobi mające na celu odnowienie i rewitalizację biblioteki, w tym inwentaryzację i skatalogowanie zbiorów, a także włączenie do kolekcji większej liczby tytułów w językach afrykańskich. W 2020 roku organizacja rozpoczęła także digitalizację zbiorów biblioteki, skatalogowano dotychczas ponad 137 000 woluminów (stan na 2021 rok).
Biblioteką zarządza Jacob Ananda (stan na 2019 rok), instytucja ma dwie filie w Kaloleni i Makadarze. W 2022 roku z biblioteki skorzystały 7704 osoby.

## Architektura
Gmach biblioteki wzniesiono przy ulicy Banda Street z kamienia w stylu neoklasycyzmu, do wejścia prowadzą wielkie marmurowe schody. Centralnym elementem fasady jest portyk z kolumnami obłożonymi granitem. Na architrawie wyryto imię patrona biblioteki. Przy wejściu znajdują się dwie statuy lwów.
We wnętrzu znajdują się m.in. wielkie słoniowe ciosy nad kominkiem, rzeźba autorstwa Cesare Lapiniego pt. Passo del Ruscello z 1890 roku oraz portrety afrykańskich żołnierzy z 1946 roku, podarowany przez Fundację Carnegiego portret przedstawiający Andrew Carnegiego oraz innych białych osób z czasów kolonialnych, a także popiersie Williama Northrupa McMillana.
Jest to jedyny budynek w Kenii chroniony parlamentarną ustawą – The McMillan Memorial Library Act Cap 217 z 1938 roku (uaktualniona w 2012 roku).

## Zbiory
McMillan Memorial Library jest największą biblioteką publiczną w Kenii. Jej zbiory liczą około 400 000 woluminów (275 000 woluminów w 2002 roku), obejmują książki i czasopisma; najstarsze z nich pochodzą z 1901 roku. Duża część pochodzi z czasów założenia biblioteki i obejmuje dzieła europejskie. Część kolekcji stanowią zbiory o tematyce afrykańskiej, w tym czasopisma z Afryki Wschodniej, a także literaturę dotyczącą kenijskiej procedury parlamentarnej. Część zbiorów jest w złym stanie zachowania.